# Tricholaema melanocephala
Tricholaema melanocephala е вид птица от семейство Lybiidae.

## Разпространение
Видът е разпространен в Джибути, Еритрея, Етиопия, Кения, Сомалия, Судан, Танзания, Уганда и Южен Судан.